# Список поглощений X5 Retail Group

В этом списке приводятся сведения об опубликованных поглощениях, осуществлённых X5 Retail Group, включая приобретение торговых сетей, компаний-франчайзи и крупных блоков прав аренды помещений.
Компания X5 Retail Group была основана в 2006 году в результате слияния торговых сетей «Пятёрочка» и «Перекрёсток». При слиянии объединённая компания получила опцион на право покупки сети гипермаркетов «Карусель» в 2008 году, принадлежавшей тогда акционерам «Пятёрочки». 
| Приобретения и расширение | Приобретения и расширение                    | Приобретения и расширение |
| Год                       | Торговая сеть                                | Описание |
| ------------------------- | -------------------------------------------- | --- |
| 2006                      | «Меркадо»                                    | X5 приобрела «Метроном АГ», получив 33 тыс. кв. м. торговых площадей, дистрибьюторский и офисный центры в Москве, 16 супермаркетов «Меркадо» и права на торговые операции в РФ под брендами «Меркадо» и «Меркадона».                                            |
| 2007                      | «Пятёрочка»                                  | X5 получила контроль над сетью из 40 магазинов челябинского франчайзи «Урал-Агро-Торг» (51 % акций). |
| 2007                      | «Корзинка», «Мы»                             | Компания приобрела ведущую по обороту липецкую розничную сеть «Корзинка» из 22 магазинов и гипермаркет «Мы». |
| 2007                      | «Страна Геркулесия»                          | Была приобретена сеть магазинов «Страна Геркулесия» с 29 дискаунтерами в Москве, Московской и Тверской областях. |
| 2008                      | «Копейка»                                    | X5 купила 25 магазинов у компании «Сеть розничной торговли», которые та развивала по франчайзингу под брендом «Копейка». Позднее в этом же году X5 купила ещё 15 магазинов у компании «Сеть розничной торговли».                                                |
| 2008                      | «Пятёрочка»                                  | X5 довела долю в совместной с «Урал-Агро-Торг» компании до 75 %, при этом получила опцион на приобретение оставшихся 25 % акций в 2009 году. |
| 2008                      | «Пятёрочка»                                  | Х5 Retail Group закрыла сделку по приобретению 28 магазинов пермской сети «Пятёрочка» у своего франчайзи ООО «Кама-Ритейл». |
| 2008                      | «Пятёрочка»                                  | Были куплены 15 магазинов ростовской сети «Пятёрочка» у франчайзи ООО «Агроторг-Ростов». |
| 2008                      | «Карусель»                                   | Х5 Retail Group реализовала опцион на приобретение торговой сети «Карусель» и прав на бренд, после чего гипермаркеты «Перекрёсток» были в течение года переведены под новый бренд.                                                                              |
| 2008                      | «Гроссмарт»                                  | Компания купила краснодарские магазины торговой сети «Гроссмарт». |
| 2009                      | «Пятёрочка»                                  | Х5 реализовала опцион и завершила покупку франчайзингового партнера «Урал-Агро-Торг». |
| 2009                      | «Находка»                                    | Торговая сеть «Пятёрочка» получила права аренды на шесть помещений, в которых ранее располагались магазины «Находка». |
| 2009                      | «Патэрсон»                                   | Х5 завершила сделку по приобретению 100 % бизнеса и активов торговой сети, которая состоит из 82 супермаркетов, расположенных в Москве, Московской области, Санкт-Петербурге, Казани, а также в ряде городов Европейской части России и на Урале.               |
| 2010                      | «Купец»                                      | Торговая сеть «Копейка» приобрела торговую сеть «Купец», которая развивала сеть из 20 магазинов в Старом Осколе (Белгородская область). |
| 2010                      | «Копейка»                                    | Приобретена торговая сеть «Копейка» — более 660 универсамов и 7 распределительных центров. При этом по требованию ФАС 27 магазинов прекратили торговую деятельность до закрытия сделки. Позднее все приобретённые универсамы были ребрендированы в «Пятёрочки». |
| 2010                      | «Остров»                                     | Сеть из 16 супермаркетов в Москве и Московской области перешла под управление X5 Retail Group после приобретения 100 % акций ЗАО «Остров-Инвест». |
| 2010                      | «Империя продуктов»                          | X5 купила у компании «Мега Дон» 27 магазинов, которые ранее входили в состав сети «Империя продуктов» в Ростове-на-Дону и Таганроге. |
| 2010                      | «Мой город»                                  | Компания X5 Retail Group заключила арендное соглашение с ростовской компанией «Агроком» на одиннадцать торговых объектов обанкротившейся сети «Мой Город» в Таганроге.                                                                                          |
| 2010                      | «Перекрёсток-Экспресс»                       | X5 приобрела 20 % долю в компании «Экспресс Ритейл» за 6 млн долл., увеличив свою долю до 60 % (с правом покупки остальных 40 % до конца 2013 года). Сеть на тот момент насчитывала 44 собственных и 20 франчайзинговых магазинов.                              |
| 2011                      | «Народный»                                   | X5 Retail Group купила татарскую сеть «Народный» в Татарстане, в которую входили один гипермаркет площадью более 10 тыс. квадратных метров, 9 супермаркетов и 14 магазинов в формате «у дома».                                                                  |
| 2011                      | «Экономная семья», «Мир продуктов», «Лидер»  | Х5 вышла в Кировскую область, приобретя сети «Экономная семья» и «Мир продуктов», объединявших 23 магазина в регионе, а также супермаркет «Лидер». |
| 2012                      | «Симбирка»                                   | X5 Retail Group купила сеть продуктовых супермаркетов «Симбирка», владевшая 10 магазинами в Ульяновске. |
| 2012                      | «Провиант»                                   | Х5 Retail Group приобрела сеть из 10 магазинов «Провиант» в Ульяновске. |
| 2012                      | «Ярмарка», «Сорока», «Океан»                 | X5 Retail Group приобрела торговую сеть «Ярмарка» с 25 магазинами в Пермском крае и Свердловской области. |
| 2012                      | «Тройка», «Семья»                            | X5 покупает сеть магазинов «у дома» под брендом «Семья», которая объединяла 27 торговых точек в городах Ставропольского края и Черкесске. Кроме того, были приобретены 6 супермаркетов «Тройка» в Ставрополе и по одному в Невинномысске и Будённовске.         |
| 2014                      | «Семья»                                      | X5 Retail Group приобрела в собственность 4 магазина «Семья» и арендовала ещё 11 магазинов, ранее работавших под этим брендом в Магнитогорске. |
| 2014                      | «Пятёрочка» / «Покупочка»                    | X5 Retail Group приобрела своего бывшего франчайзи «Агроторг-Самара» со 116 магазинами в Самаре и Самарской области, которые после прекращения договорных отношений работали под брендом «Покупочка».                                                           |
| 2015                      | «Spar»                                       | X5 Retail Group приобрела у инвестфонда Александра Мамута A&NN Investments Ltd сеть магазинов под брендом Spar в Москве (11), Московской области (7) и Владимире (8).                                                                                           |
| 2015                      | «Гурман», «Наш»                              | Компания X5 Retail Group приобрела в Марий Эл и Чувашии 27 магазинов торговых сетей под брендом «Наш» и «Гурман». |
| 2015                      | «Росинка», «Апельсин», «Сберегайка»          | Компания приобрела 104 магазина группы «Росинка» в Орловской, Воронежской, Липецкой, Курской и Тамбовской областях. |
| 2015                      | «Райцентр»                                   | Компания получила права аренды на 47 магазинов нижегородской торговой сети «Райцентр» суммарной площадью 33 тысячи м². |
| 2015                      | «Огни столицы»                               | Торговая сеть «Перекрёсток» арендовала сроком на 15 лет пять помещений московской сети магазинов «Огни столицы». |
| 2015                      | «СосеДДушка»                                 | Закрытие сделки по приобретению 100 магазинов торговой сети «СосеДДушка» в Оренбурге и Оренбургской области. |
| 2015                      | «Добрыня»                                    | Владельцы недвижимости, где прежде размещались 12 супермаркетов уже закрытой пермской торговой сети «Добрыня», подписали договор о продаже прав аренды с X5 Retail Group.                                                                                       |
| 2015                      | «Макаровский»                                | X5 приобрела 13 закрывшихся магазинов торговой сети «Макаровский» в Муроме (Владимирская область). |
| 2016                      | «Лабаз», «Рост»                              | Закрытие сделки по покупке торговых сетей «Лабаз» и «Рост» в Сургуте (ХМАО) — 20 торговых объектов. |
| 2016                      | «Ассорти»                                    | Приобретены права аренды на помещения 18 действующих магазинов торговой сети в Сыктывкаре и Ухте (Республика Коми). |
| 2017                      | «О’кей» (только супермаркеты)                | X5 приобрела 32 супермаркета «О’кей», 18 из которых находятся в Санкт-Петербурге и один в Ленинградской области. Все супермаркеты интегрируют в торговую сеть «Перекрёсток».                                                                                    |
| 2018                      | «Полушка» (Башкортостан)                     | ФАС разрешила X5 Retail Group приобрести 100 магазинов сети «Полушка», расположенных в Республике Башкортостан. Все магазины интегрируются в торговую сеть «Пятёрочка».                                                                                         |
| 2018                      | «Вкусный дом»                                | К X5 переходит до 50 магазинов торговой площадью 22 тыс. м² в Удмуртии. В основном магазины станут универсамами «Пятёрочка», три — станут супермаркетами «Перекрёсток».                                                                                         |
| 2018                      | «Матрица»                                    | Башкирская розничная сеть «Матрица» уступила не менее шести магазинов Х5. По подсчёту «Ъ» в трёх должны открыть «Пятёрочки», в трёх — «Перекрёстки». |
| 2018                      | «Холидей»                                    | При закрытии Группы компаний «Холидей» Х5 досталось 16 магазинов. |
| 2019                      | «Тележка», «Тверской купец», «Вольный купец» | 85 магазинов сетей «Тележка», «Тверской купец» и «Вольный купец» переданы в аренду Х5. |
| 2019                      | «Полушка» (Санкт-Петербург)                  | Несколько десятков помещений перешли к X5 Retail Group. |
| 2019                      | «Rosa»                                       | X5 Retail Group заняла 15 помещений региональной сети продуктовых магазинов Rosa в Красноярске. |
| 2020                      | «Пятью Пять» (Воронежская область)           | Магазины интегрированы в торговую сеть «Пятёрочка». |
| 2021                      | «Карусель»                                   | Часть магазинов переведена в формат «Перекрёсток» (поглощение внутри X5). |
| 2023                      | «Виктория»                                   | «X5 group» купила 119 магазинов «Виктория» ,«Квартал», «Дешево» и «Кэш» в Калининградской области, а также в Москве и Московской области. |
| 2024                      | «Форвард-Маркет» (Башкортостан)              | В феврале Х5 Group объявила о достижении договоренностей по покупке бизнеса дистрибьютора «Форвард-Маркет» в Башкирии. |
| 2024                      | «Полушка» (Башкортостан)                     | После покупки дистрибьютора «Форвард-Маркет» часть магазинов «Полушка» была выкуплена X5 Group. На их месте сейчас работают «Пятёрочки» |